# Gongora hookeri
Gongora hookeri là một loài thực vật có hoa trong họ Lan. Loài này được (Klotzsch & H.Karst.) R.Rice mô tả khoa học đầu tiên năm 2004.